# Schloss Kälberhart
Das Schloss Kälberhart steht im Schlossweiler Kälberhart in der Stadtgemeinde Mank im Bezirk Melk in Niederösterreich.

## Geschichte
Urkundlich gehörte das Schloss 1389 Hertel Kälberharter, der angeblich für sein tadelloses Versorgen von Armen und Kranken – unter anderem mit Kalbfleisch – im Herrschaftsgebiet seines Herrn Friedrich von Walser von diesem geadelt wurde und fortan den Kalbskopf im Wappen führen durfte. Dies ist angeblich auch die Wurzel für den Namen des nahegelegenen und dieser Herrschaft unterstehenden Ortes Fleischessen.
Das heutige Schloss ist ein Teil eines nach dem 16. Jahrhundert abgekommenen Schlosses.

## Architektur
Der ungegliederte zweigeschoßige kubische Bau unter einem Walmdach über einem Rechteckgrundriss aus der zweiten Hälfte des 16. Jahrhunderts hat über der Traufe je ein zylinderförmiges Ecktürmchen unter einem Kegeldach und Schlüsselscharten. Es gibt einen hölzernen Portalvorbau um 1900.
Im Erdgeschoß gibt es kreuzgratgewölbte Räume aus der zweiten Hälfte des 16. Jahrhunderts. Die Treppe entstand um 1900. Das Obergeschoß wurde um 1900 verändert. Um 1919 gab es Zubauten.